# 版本
版本是一种称谓，用于描述同一事物的相互之间有差异的各种形式、状态或内容。
「版」在这里原意是印刷用的模板，「本」的意思是书籍。因此，版本最初用于描述书籍的不同形式、状态或内容。第一次出版，稱為初版。如果印刷內容未改，而之後再付印的話，則不稱為再版，而稱為「初版第○刷」或「第1版第○刷」，○為重印次數，例如「第1版第2刷」。內容有更動，可稱為「改版」或「新版」。這是為了讓讀者可以明確知道書籍內容有無實質變化。不過，不誠實的出版業者或作者可能故意宣稱書籍「出新版」，即便內容全無改變，以增加銷售量。
现今版本可用于描述书籍、电影、法律、观点、软件等事物。一个事物可能因各种原因而有不同版本，如作者修订、发布环境改变、传播过程影响等。不同版本的差异形形色色，如某歌手所發行的同張專輯可能同时发行CD和錄音帶版本；某部法律为适应社会新变化，於经过修订後发布並生效新版本。

## 相關
- 初版
- 出版